# 桥头镇 (明光市)
桥头镇，是中华人民共和国安徽省滁州市明光市下辖的一个乡镇级行政单位。

## 行政区划
桥头镇下辖以下地区：
新建村、井王村、查渡村、蒲岗村、宝龙村、楚塘村、肖刘村、岗王村和汉塘村。